# Žunje (Knić)
Pour les articles homonymes, voir Žunje.
Žunje (en serbe cyrillique : Жуње) est un village de Serbie situé dans la municipalité de Knić, district de Šumadija. Au recensement de 2011, il comptait 216 habitants.

## Démographie

### Évolution historique de la population
| 1948 | 1953 | 1961 | 1971 | 1981 | 1991 | 2002 | 2011 |
| ---- | ---- | ---- | ---- | ---- | ---- | ---- | ---- |
| 636  | 604  | 500  | 480  | 421  | 340  | 258  | 216  |

|  |